# Rabiforcado-pequeno
Rabiforcado-pequeno, tesourão-pequeno ou fragata-pequena (nome científico: Fregata ariel) é uma espécie de ave suliforme da família dos fregatídeos (Fregatidae). Está distribuída pelos oceanos, sendo sua área de reprodução restrita ao Índico, e porção oeste do Pacífico, com apenas uma colônia no sul do Oceano Atlântico, em Trindade e Martim Vaz, no Brasil.

## Taxonomia
O rabiforcado-pequeno foi descrito pela primeira vez como Atagen ariel pelo zoólogo inglês George Gray em 1845 a partir de um espécime coletado na ilha de Raine, Queenslândia, Austrália. O rabiforcado-pequeno é uma das cinco espécies muito relacionadas entre si do gênero Fregata. As outras quatro são: o rabiforcado-grande (Fregata minor), o rabiforcado-de-natal (Fregata andrewsi), o rabiforcado-magnífico (Fregata magnificens) e o rabiforcado-de-ascensão (Fregata aquila). O gênero é o único membro da família dos fregatídeos.

### Subespécies
Três subespécies são reconhecidas:
- F. a. ariel - centro e leste do Oceano Índico, nos mares do Sudeste Asiático e do norte da Austrália ao oeste e centro do Oceano Pacífico.[7]
- F. a. iredalei - nomeada pelo ornitólogo australiano Gregory Mathews em 1914.[8] Ocorre no oeste do Oceano Índico e se reproduz no atol de Aldabra, nas Seicheles.[7]
- F. a. trinitatis - foi nomeado pelo zoólogo brasileiro Alípio de Miranda Ribeiro em 1919.[9] Ocorre no Atlântico Sul ao largo da costa do Brasil e se reproduz no Arquipélago da Trindade. Desapareceu como reprodutor da ilha principal do arquipélago,[10] mas números muito pequenos (menos de 40 casais reprodutores) permanecem em uma pequena ilhota mais distante.[11]

Alguns ornitólogos questionaram a validade dessas subespécies, pois parecem diferir apenas em seu tamanho. Poucos exemplares museológicos do grupo Atlântico F. a. trinitatis existem, dificultando as comparações, mas um estudo abrangente publicado em 2017 descobriu que ela diferia das outras tanto na cor da plumagem quanto nos detalhes do esqueleto, levando à recomendação de tratá-la como uma espécie separada (Fregata trinitatis).

## Descrição
O rabiforcado-pequeno é a menor espécie de rabiforcado e mede 66–81 centímetros (26–32 polegadas) de comprimento com uma envergadura de 155–193 centímetros (61–76 polegadas) e caudas longas bifurcadas. Aves machos pesam 625–875 gramas (1 378–1 929 libras). As aves fêmeas são mais pesadas e pesam 760–955 gramas (1 676–2 105 libras).

## Conservação

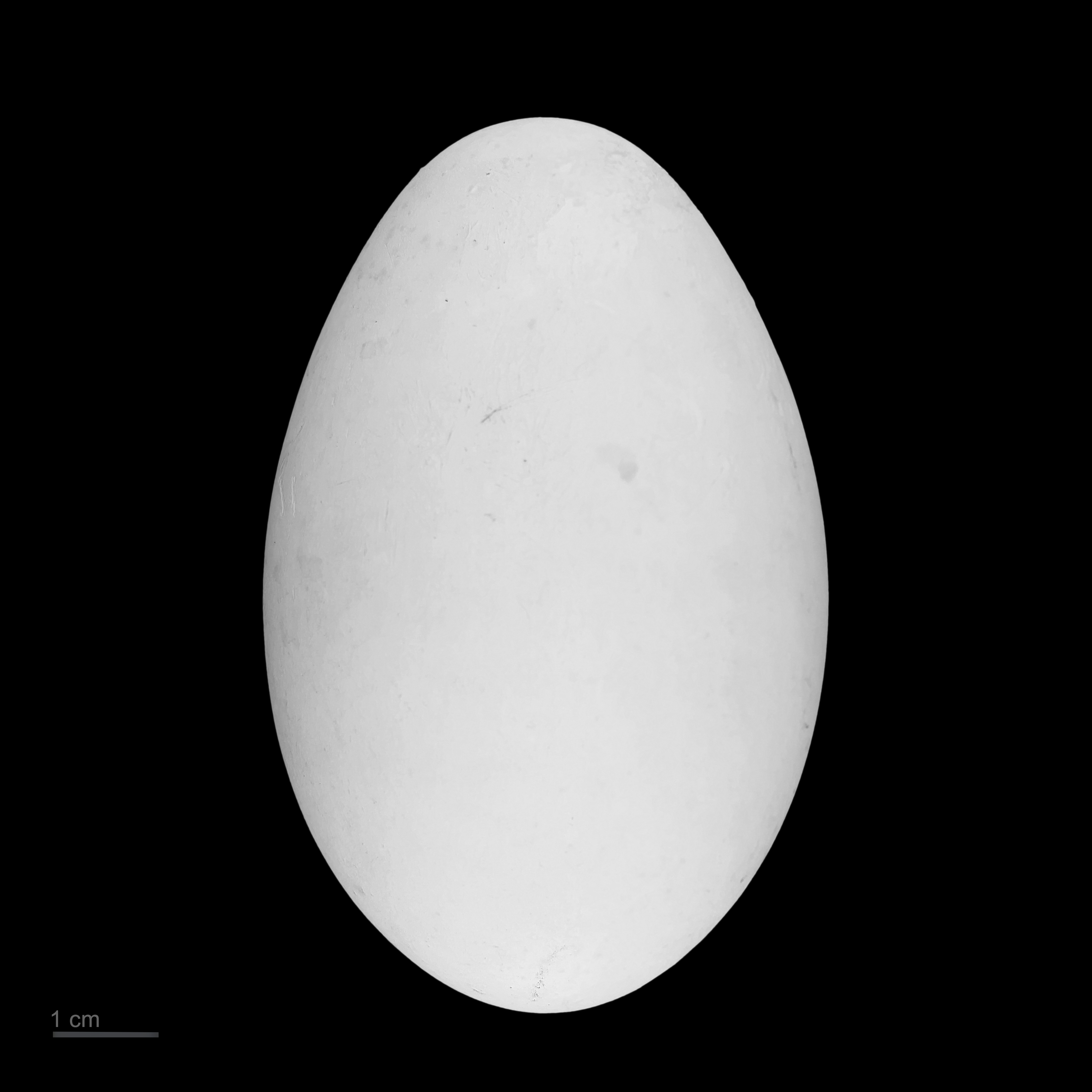
Ovo abrigado no Museu de História Natural de Tolosa, França

A população mundial total é estimada em várias centenas de milhares de aves. Pelo menos seis mil casais se reproduzem nas ilhas Aldabra, no Oceano Índico, e outros 15 mil casais se reproduzem em ilhas ao largo da costa norte da Austrália. As maiores colônias estão nas ilhas Fénix e nas Espórades Equatoriais, no centro do Oceano Pacífico. Ninhos colocados no chão são vulneráveis à predação por espécies introduzidas, como gatos ferais. A eliminação dos gatos das ilhas Howland, Baker e Jarvis levou ao restabelecimento e crescimento de colônias. A ilha Baker não tinha rabiforcados-pequenos nidificantes em 1965, mas após a eliminação dos gatos ferais na ilha por volta de 1970, as aves retornaram e em 2002 foram registrados 16 200 indivíduos.
No Atlântico Sul, rabiforcados-pequenos da subespécie F. a. trinitatis costumavam se reproduzir em Fernando de Noronha, Santa Helena e Trindade. As populações de Fernando de Noronha e Santa Helena desapareceram na antiguidade e são conhecidas apenas a partir de restos subfósseis, estimados em algumas centenas de anos. Mais recentemente, desapareceu como ave reprodutora da ilha principal da Trindade, restringindo efetivamente a sua área de reprodução conhecida a um pequeno ilhéu rochoso ao largo da ilha principal. Não está claro se nidifica nas ilhas Martim Vaz, outra parte do arquipélago da Trindade. A ilha principal da Trindade já foi coberta por floresta, mas depois que esta foi destruída, o sobrepastoreio das cabras introduzidas impediu qualquer recuperação. Uma série de programas de erradicação na segunda metade do século XX eliminou todos os vertebrados introduzidos, exceto os camundongos domésticos. Os gatos ferais, que haviam atingido seriamente as aves de nidificação no solo, foram finalmente erradicados em 1998.
Algumas ilhas de áreas militares brasileiras tem  a população humana composta apenas por alguns poucos militares da Marinha do Brasil, limitando o fácil acesso para ornitólogos. Em 1975-1976, o ornitólogo Storrs Olson visitou-as e relatou ter visto uma pequena colônia de 15 ninhos em uma ilhota rochosa ao largo da costa sul. Ornitólogos relataram avistamentos em 1987 na mesma área geral dos avistamentos de 1975-1976, seguidos por alguns avistamentos na costa nordeste durante um levantamento de aves marinhas de 1994-2000 e avistamentos de um mínimo de seis indivíduos em 2014 na ilhota dos avistamentos de 1975-1976. Combinados, esses avistamentos sugerem que a população remanescente do Atlântico Sul é pequena, possivelmente com menos de 20 pares reprodutores. Se reconhecida como uma espécie separada, conforme proposto em 2017, essa espécie do Atlântico Sul se qualificaria como Criticamente Ameaçada.
Por causa da grande população geral e alcance estendido, a espécie é classificada pela Lista Vermelha da União Internacional para a Conservação da Natureza (UICN / IUCN) como de menor preocupação. Em 2005, foi classificada como criticamente em perigo na Lista de Espécies da Fauna Ameaçadas do Espírito Santo, no sudeste do Brasil; em 2014, como criticamente em perigo na Portaria MMA N.º 444 de 17 de dezembro de 2014; e em 2018, como criticamente em perigo no Livro Vermelho da Fauna Brasileira Ameaçada de Extinção do Instituto Chico Mendes de Conservação da Biodiversidade (ICMBio).

## Galeria

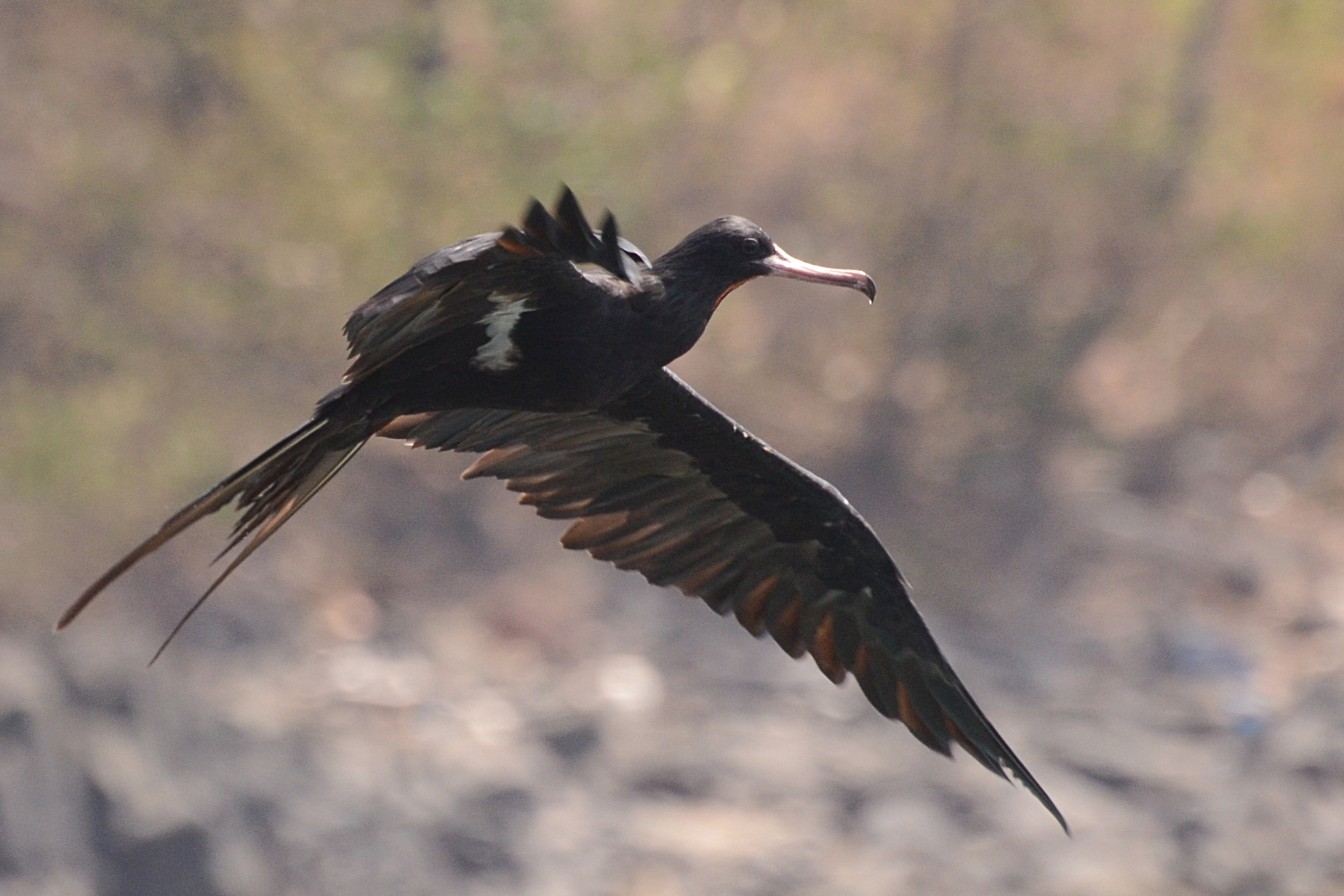
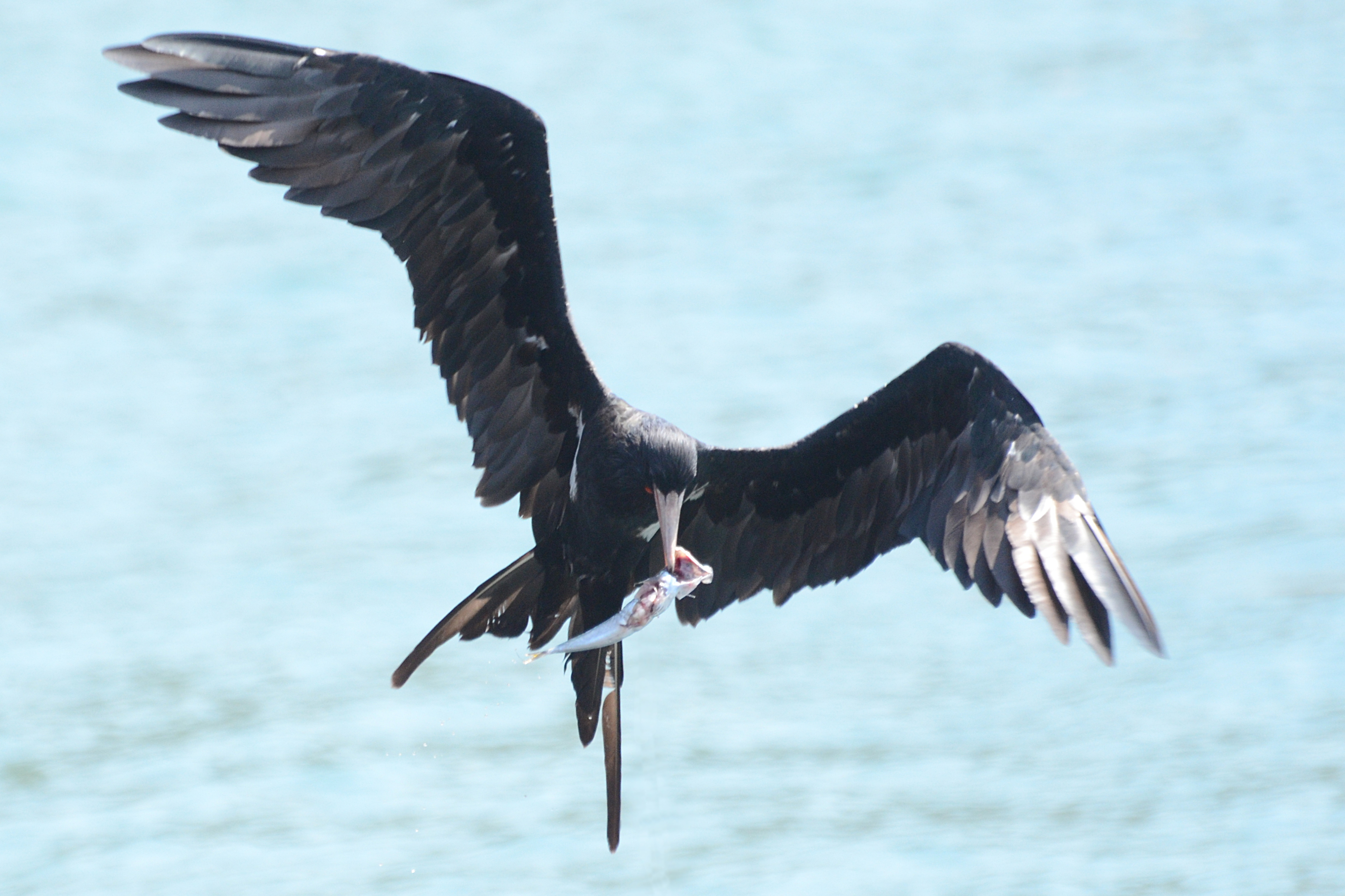
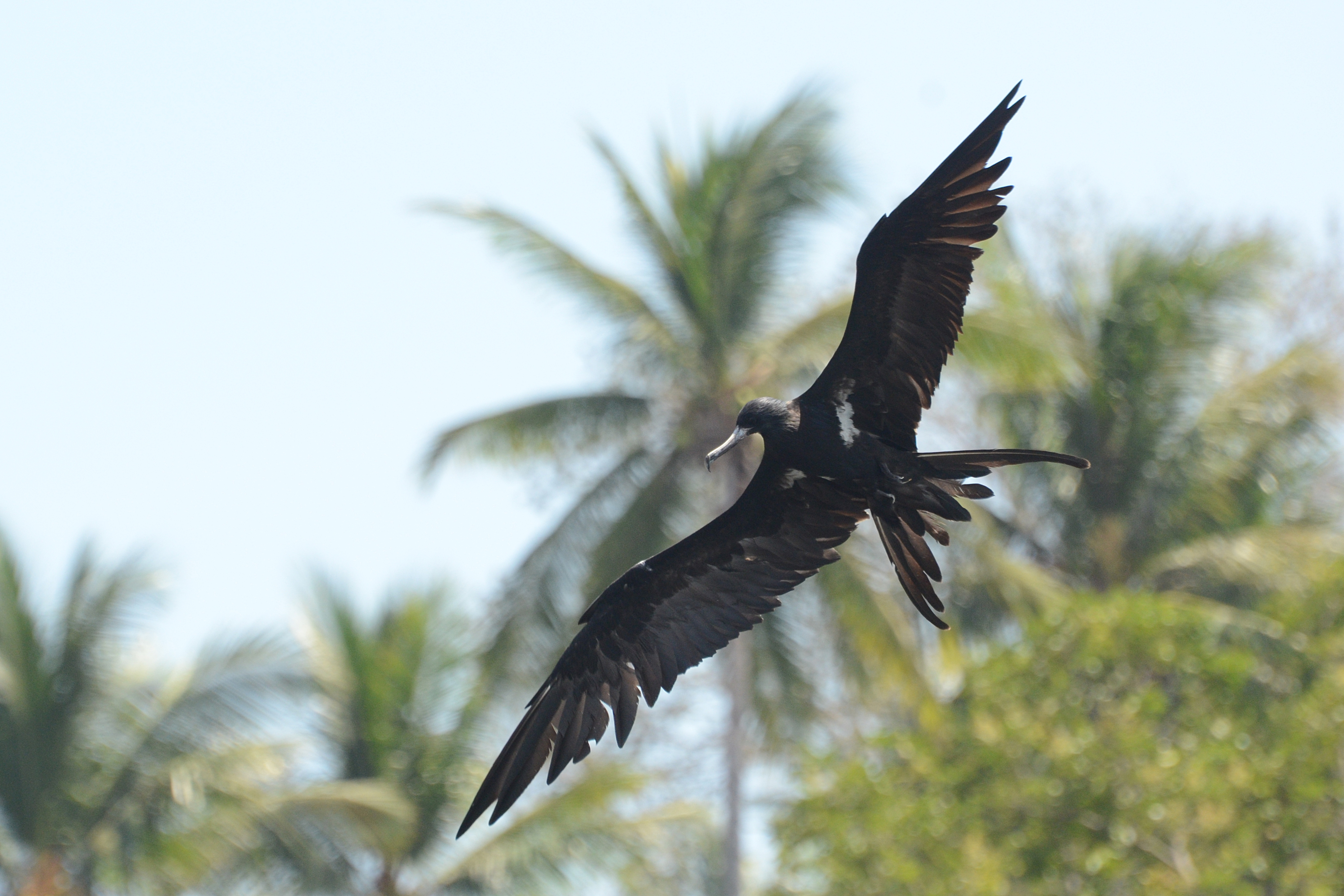
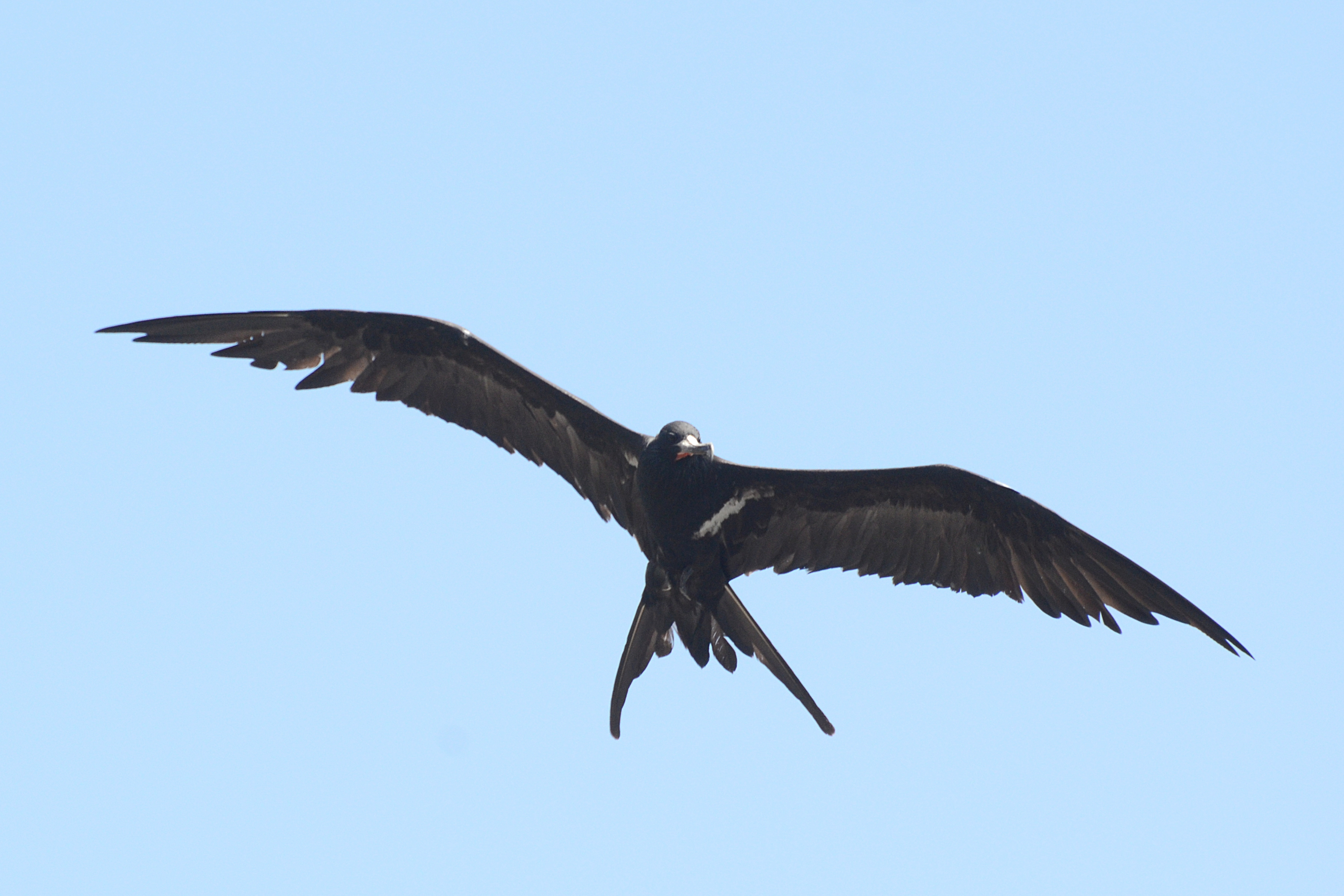